# Ceratosolen silvestrianus
Ceratosolen silvestrianus är en stekelart som beskrevs av Grandi 1916. Ceratosolen silvestrianus ingår i släktet Ceratosolen och familjen fikonsteklar. Inga underarter finns listade i Catalogue of Life.